# سرة كبوسينية الأوراق
سرة كبوسينية الأوراق (الاسم العلمي:Umbilicus tropaeolifolius) هي نوع من النباتات يتبع جنس السرة من الفصيلة الكرسولية.